# Rumala - Kuvaja - Oudonrimmet
Rumala - Kuvaja - Oudonrimmet este o arie protejată (arie specială de conservare — SAC, sit de importanță comunitară — SCI, arie de protecție specială avifaunistică — SPA) din Finlanda întinsă pe o suprafață de 4.849 ha, integral pe uscat.

## Localizare
Centrul sitului Rumala - Kuvaja - Oudonrimmet este situat la coordonatele 64°19′47″N 26°40′05″E / 64.3297°N 26.6681°E.

## Înființare
Situl Rumala - Kuvaja - Oudonrimmet a fost declarat sit de importanță comunitară în august 1998 pentru a proteja 29 de specii de animale. Alte tipuri de protecție:
- arie de protecție specială avifaunistică (în august 1998)[2]
- arie specială de conservare (în aprilie 2015)[1][3][4]

## Biodiversitate
Situată în ecoregiunea boreală, aria protejată conține 7 habitate naturale: Lacuri și iazuri distrofice naturale, Cursuri de apă de la nivel de câmpie la nivel montan, cu vegetație Ranunculion fluitantis și Callitricho-Batrachion, Turbării active, Izvoare fino-scandinave și mlaștini produse de izvoare bogate în minerale, Turbării Aapa, Taiga vestică, Mlaștini împădurite.
La baza desemnării sitului se află mai multe specii protejate:
- păsări (27): rață sulițar (Anas acuta), gâscă de semănătură (Anser fabalis), ciuf de câmp (Asio flammeus), rața moțată (Aythya fuligula), prundaș de nămol (Calidris falcinellus), bătăuș (Calidris pugnax), erete vânăt (Circus cyaneus), lebădă de iarnă (Cygnus cygnus), Emberiza rustica, șoimul rândunelelor (Falco subbuteo), vânturel roșu (Falco tinnunculus), cufundar polar (Gavia arctica), cufundar mic (Gavia stellata), cocor (Grus grus), Larus fuscus fuscus, pescăruș râzător (Larus ridibundus), becațină mică (Lymnocryptes minimus), Lyrurus tetrix tetrix, codobatura galbenă (Motacilla flava), pietrar sur (Oenanthe oenanthe), notatița cu ciocul subțire (Phalaropus lobatus), ploier auriu (Pluvialis apricaria), chiră de baltă (Sterna hirundo), Strix nebulosa,  cocoș de munte (Tetrao urogallus), fluierar negru (Tringa erythropus), fluierar de mlaștină (Tringa glareola)
- mamifere (2): vidră de râu (Lutra lutra), Rangifer tarandus fennicus

Pe lângă speciile protejate, pe teritoriul sitului au mai fost identificate 2 specii de plante.